# Pro Evolution Soccer 2014
Pro Evolution Soccer 2014 (ili PES 2014)  nogometna je računalna igračka simulacija koju je razvio i objavio japanski proizvođač Konami. Igra sadrži modificiranu verziju novog Fox Enginea. Ona je objavljena 19. rujna u Europi, 20. rujna u Velikoj Britaniji, 24. rujna u Sjevernoj Americi i 14. studenog u Japanu. Demovezija postala je dostupna 11. rujna za preuzimanje. UEFA-ina Liga prvaka, UEFA-ina Europska liga i UEFA-in Superkup u potpunosti su licencirani u igri, a prvi put je prihvaćena i UEFA Europska liga bez ulaska u Master Ligu, Become a Legend, i / ili liga. Po prvi put, igra ima ekskluzivnu licencu za AFC Lige prvaka, te argentinsku Primeru Division, čileansku Primeru Division i brazilsku ligu. Hrvatska nogometna reprezentacija nije licencirana u potpunosti. Ovo je ujedno i zadnja igra koje je objavljena za PlayStation 2.